# 개양역
개양역(Gaeyang station, 開陽驛)은 대한민국 경상남도 진주시 가좌동에 있었던 경전선의 철도역이다. 과거 진삼선의 분기역이기도 했다. 역 구내에는 2면 3선의 승강장이 있으나 바깥쪽의 단선 승강장 쪽은 옛 진삼선의 승강장으로 진삼선이 폐선된 이후에는 사용되지 않아 실제로는 1면 2선으로 활용되었다.
2003년에 역사를 신축했으나 10년도 되지 않아 2012년 10월 23일 경전선 마산 - 진주 간 복선화 사업이 개통하여 선로가 이설되면서 폐지되었다. 복선화 이후 가좌동으로 이전한 진주역이 옛 개양역에서 조금 남쪽에 있다. 역 건물은 한동안 민간에서 임대하다가, 2016년에 개양역 부지가 신진주역 역세권 개발사업 부지에 포함되어 철거되었으며, 현재는 흔적조차 찾아볼 수 없게 되었다.

## 역사
- 1925년 6월 15일 : 보통역으로 영업 개시[1]
- 1925년 6월 30일 : 구 역사 준공
- 1952년 10월 1일 : 보통역으로 승격[2]
- 1953년 5월 25일 : 개양 - 사천 간 사천선 (나중에 진삼선으로 연장) 개통
- 1977년 5월 16일 : 수소화물 취급중지[3]
- 1990년 1월 20일 : 진삼선 폐선
- 1994년 5월 30일 : 사천선 재개통
- 2003년 12월 31일 : 역사 신축 준공
- 2009년 10월 31일 : 화물취급 중지[4]
- 2010년 7월 1일 : 무배치 간이역으로 격하
- 2012년 10월 23일 : 경전선 마산 - 진주 복선 전철화 및 선로 이설로 폐지, 진주역에 통합
- 2016년 7월 : 역사 철거

## 역과 사회 문화
대략 1970년대 전후에, 부산에서 진주로 향하는 열차와 삼천포로 가는 열차를 서로 붙여 중련 운행하였다. 개양역에서 두 열차를 분리하는 작업을 했는데, 삼천포로 가는 진삼선은 개양역에서 바라봤을 때 남문산역 방면인 동쪽에서 분기되었다. 따라서 삼천포 방면 열차는 진주행 열차의 진행 방향과 거꾸로 돌려서, 진주행에 붙여서 운행했다. 즉, 진주행 열차와 삼천포행 열차는 좌석과 기관차 방향이 서로 반대였다. 진주행이 앞에서 끌고 삼천포행이 장폐단으로 밀어주는 방식이었다. 이렇게 하다 보니 두 열차의 객차 간 이동이 자유로워서, 결국에는 사람들이 실수로 다른 열차에 가게 되었다. 이 때부터 '삼천포로 빠진다'는 말이 생겼다.

## 사진

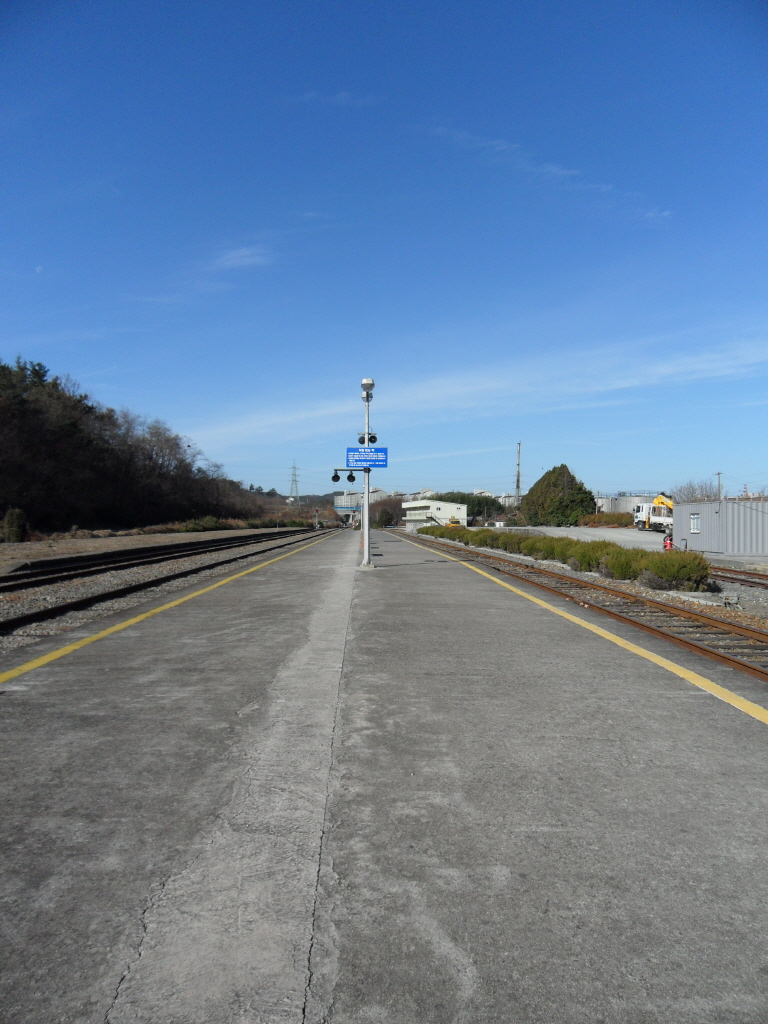
승강장